# Jan Stephan van Calcar

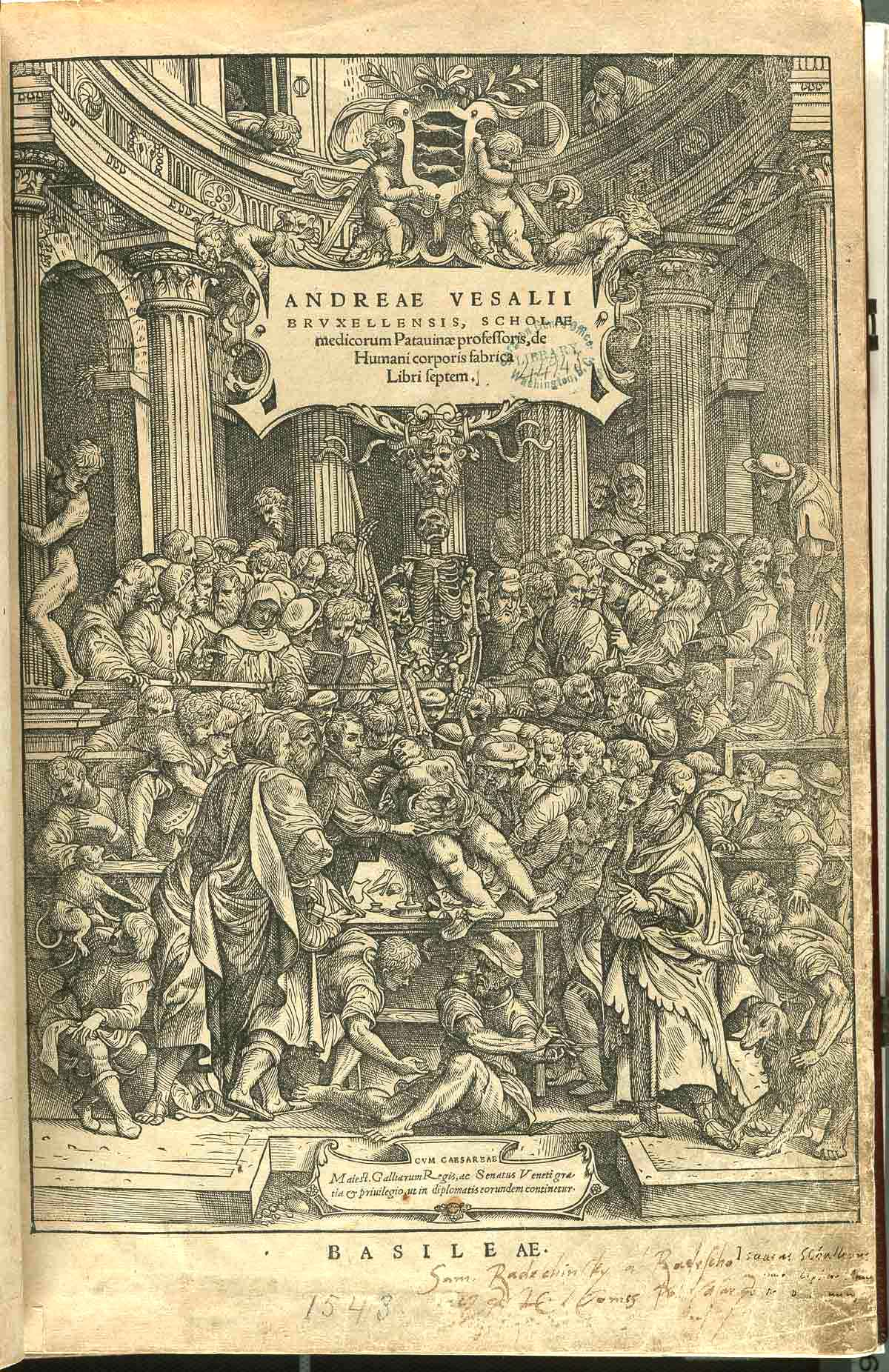
Titelsida till Vesalius Anatomia.

Jan Stephan van Calcar, född omkring 1499 och död 1545, var en holländsk-italiensk konstnär.
Calcar arbetade som målare i Dordrecht, därefter i Tizians ateljé i Venedig och var slutligen verksam i Neapel. van Calcar är främst känd genom sina i träsnitt utförda teckningar till Vesalius Anatomia (1543). Ett porträtt i Louvren tillskrivs honom. van Calcar finns representerad vid bland annat Nationalmuseum i Stockholm.